# 남호작전
남호작전(일본어: 南号作戦 난고작전[*])은 태평양 전쟁 말기에 일본 해군이 실시한 자원 수송 전략이었다. 1945년 1월 하순부터 3월 하순까지 싱가포르 방면에서 일본 본토를 향해 10척 이상의 호송선단을 운용하였으며, 그 중 많은 배들이 격침을 당했다.

## 배경
태평양 전쟁 중 일본은 석유와 철광석, 천연고무, 쌀 등 다양한 자원을 남중국해를 통해 남방의 점령 지역에서 본토로 해상을 통해 운송하고 있었다. 특히 싱가포르와 일본 본토를 잇는 석유 수송 항로가 중시되었고, ‘히 선단’(ヒ船団)이라고 불리는 호송선단이 운항되고 있었다. 이에 대해 연합군은 해상 교통을 잠수함 등으로 공격하는 통상파괴를 실시하였고, 특히 1944년 후반기가 되면서 중국 대륙과 재점령한 필리핀을 거점으로 항공기를 동원해 남중국해 항로를 차단하고 있었다.
1945년 1월 12일, 수송선 10척을 연습순양함 〈카시이〉(香椎)를 기함으로 하는 제101전대 6척이 호위하는 히86선단이 미국 해군 제38 태스크 포스에 포착되었고, 공습을 가해 호위 해방함(海防艦) 3척을 남기고 전멸시킬 수 있었다. 같은 시기에 남하 중인 히87선단(수송선 10척, 호위 함정 11척)도 긴급 대피를 하였지만, 홍콩 항 등지에서 공습을 받아 수송선 6척을 잃었다. 당시 일본은 대형의 강력한 호송선단을 동원했지만 대규모 공습에 무기력했다. 적의 기동 부대가 유유히 남중국해까지 침입한 것은 일본의 남방 해상교통로에 있어 결정적 단계가 왔음을 의미했으며, 항로의 단절이 임박했음을 시사했다.
1945년 1월 시점에서 일본의 석유 비축은 타이완과 만주 소재의 분량을 합쳐 100만 ㎘ 정도에 불과했다.

## 작전행동
1945년 1월 일본은 석유 등 가장 중요한 자원을 수송할 목적에 한정하여 남방 항로를 유지하기로 결정하고, 이를 위해 ‘특공정신’에 의한 ‘돌파 수송’을 강행하기로 결정했다.